# Asociación Cartográfica Internacional
La Asociación Cartográfica Internacional (en inglés: International Cartographic Association, ICA; en francés: Association Cartographique Internationale, ACI) es una organización internacional fundada en 1959. Su objetivo es promover la cartografía y producir mapas.

## La gobernanza
El actual presidente de la ICA es Tim Trainor, elegido en 2019.
- Datos: Q349113
- Multimedia: International Cartographic Association - Association Cartographique Internationale / Q349113